# Carl Raddatz
Carl Raddatz (Mannheim, 13 maart 1912 - Berlijn, 19 mei 2004) was een Duits (stem)acteur. Ook trad hij regelmatig op in het Staatliche Schauspielbühnen Berlin

## Biografie
Raddatz werd protestants gedoopt op 31 maart 1912 in Mannheim. Zijn ouders waren de verzekeringsklerk Karl Hermann Raddatz uit Maagdenburg en Luisa Elisabetha Nußbickel uit Mannheim. Raddatz volgde acteerlessen in Mannheim. Willy Birgel introduceerde hem bij het Mannheimer National Theater. Daarna speelde hij in Aken, Darmstadt en Bremen.
In 1937 engageerde de UFA in Potsdam-Babelsberg hem voor de film Urlaub auf Ehrenwort. Daarna volgden de UFA-producties Zwölf Minuten nach Zwölf (1939), Zwielicht (1940), Immensee (1943), Opfergang (1944) en Unter den Brücken (1945). Hij verscheen ook in nazi-propagandafilms zoals Wunschkonzert (1940), Heimkehr (1941) en Stukas (1941). In 1944 stond Raddatz op de lijst van mensen die gratie hadden gekregen van het Reichsministerium für Volksaufklärung und Propaganda.
Na de Tweede Wereldoorlog werd Raddatz een publiekslieveling in Rosen im Herbst (1955), Nacht der Entscheidung van regisseur Falk Harnack (1956) en Made in Germany (1957). Zijn laatste bioscoopfilm maakte hij in 1975 met Jeder stirbt für sich allein. In 1979 keerde hij terug als consul in de Thomas Mann-verfilming Die Buddenbrooks.
Raddatz was lid van het ensemble van de Staatliche Schauspielbühnen Berlin en speelde in de Schiller- en Schlossparkttheaters in Des Teufels General van Carl Zuckmayer en Warten auf Godot van Samuel Beckett. In 1963 werd hij benoemd tot Berlijns Staatsacteur en in 1972 werd hij erelid van de Staatliche Bühnen. In de jaren 1950 en 1960 leende hij zijn stem ook aan buitenlandse filmproducties. Raddatz leende zijn stem aan onder andere Humphrey Bogart, Robert Taylor, Burt Lancaster en Lee Marvin.
In 1972 werd hij onderscheiden met het Kruis van Verdienste 1e Klasse van de Bondsrepubliek Duitsland. In 1979 kreeg hij het Gouden Filmlintje voor zijn levenswerk.

## Privéleven en overlijden
Raddatz was drie keer getrouwd, zijn eerste huwelijk was met actrice Hannelore Schroth. Daarna was hij met Hildegard Matschke getrouwd van 1950 tot haar dood in 1966. In 2001 trouwde hij voor de derde keer met Helga Cartsburg tot zijn dood in 2012. Hij overleed op 92-jarige leeftijd. Zijn graf bevindt zich op de begraafplaats van Dahlem in veld 005-35 en is sinds november 2010 een eregraf van de staat Berlijn.
Op 21 augustus 2012 werd een Berlijnse gedenkplaat geplaatst op zijn voormalige woning, Am Schülerheim 6, in Berlijn-Dahlem.

## Filmografie
- 1938: Liebelei und Liebe
- 1938: Verklungene Melodie
- 1938: Furlough on Word of Honor
- 1939: Wir tanzen um die Welt
- 1939: Befreite Hände
- 1939: Zwölf Minuten nach zwölf
- 1939: Silvesternacht am Alexanderplatz
- 1940: Wunschkonzert
- 1940: Golowin geht durch die Stadt
- 1941: Heimkehr
- 1941: Stukas
- 1941: Über alles in der Welt
- 1941: Zwielicht
- 1942: Der 5. Juni
- 1943: Immensee
- 1944: Das war mein Leben
- 1944: Opfergang
- 1944: Eine Frau für drei Tage
- 1945: Die Schenke zur ewigen Liebe
- 1946: Unter den Brücken
- 1947: Und finden dereinst wir uns wieder
- 1947: In jenen Tagen
- 1947: Zugvögel
- 1949: Wohin die Züge fahren
- 1950: Taxi-Kitty
- 1950: Epilog: Das Geheimnis der Orplid
- 1950: Der Schatten des Herrn Monitor
- 1950: Gabriela
- 1950: Schatten der Nacht
- 1952: Türme des Schweigens
- 1952: Gift im Zoo
- 1953: Geliebtes Leben
- 1954: Geständnis unter vier Augen
- 1954: Regina Amstetten
- 1955: Rosen im Herbst
- 1955: Oasis
- 1956: Das Mädchen Marion
- 1956: Friederike von Barring
- 1956: Nacht der Entscheidung
- 1957: Made in Germany - Ein Leben für Zeiss
- 1958: Das Mädchen Rosemarie
- 1959: Jons und Erdme
- 1961: Die Pariser Komödie
- 1962: The Counterfeit Traitor
- 1966: Der Mann, der sich Abel nannte
- 1968: Schmutzige Hände
- 1974: Die preußische Heirat
- 1976: Jeder stirbt für sich allein
- 1976: Warten auf Godot
- 1984: Heute und damals
- 1988: Rosinenbomber

## Televisieseries
- 1971, 1979: Die Buddenbrooks
- 1983: Haus Vaterland
- 1985: Ein Heim für Tiere - Komet (seizoen 1, aflevering 3)
- 1990: Derrick - Solo für vier

## Hoorspelen
- 1951: Walter Jensen, Lutz Neuhaus: Zwei im Zwielicht – Regie: Rolf von Goth (NWDR) – Eerste uitzending: 15 februari 1951
- 1953: Johannes Hendrich: Minister der neuen Methode – Regie: Erik Ode (RIAS Berlin) – Eerste uitzending: 6 mei 1953
- 1954: Friedrich Kolander: Die Stunde Null – Regie: Curt Goetz-Pflug (NWDR) – Eerste uitzending: 4 maart 1954
- ?: Paolo Levi: Notwehr – Regie: Hanns Korngiebel (RIAS Berlin) – Eerste uitzending: 10 mei 1954
- 1954: Heinz Oskar Wuttig: Strichweise Regen – Regie: Curt Goetz-Pflug (NWDR) – Eerste uitzending: 16 mei 1954
- 1955: Rudolf Hagelstange: Ein jeder Tag – Ballade zum 1. Mai – Regie: Curt Goetz-Pflug (SFB) – Eerste uitzending: 1 mei 1955
- 1955: Friedrich von Schiller: Demetrius – Regie: Ludwig Berger (SFB) – Eerste uitzending: 26 mei 1955
- 1957: Hermann Sudermann: Die Reise nach Tilsit – Regie: Erich Köhler (SFB) – Eerste uitzending: 29 september 1957
- 1957: Heinz Oskar Wuttig: Mein Blut für Kapavar – Regie: Curt Goetz-Pflug (SFB) – Eerste uitzending: 26 november 1957
- 1958: Gerhard Thimm: Oberstreckenwärter Klenke – Regie: Curt Goetz-Pflug (SFB) – Eerste uitzending: 8 april 1958
- ?: Herman Wouk: Der Lomokome-Bericht – Die Aufzeichnungen des Leutnants Daniel Cunnings – Regie: Curt Goetz-Pflug (SFB) – Eerste uitzending: 8 januari 1959
- 1958: Heinz Oskar Wuttig: Klopfzeichen – Regie: Curt Goetz-Pflug (SFB) – Eerste uitzending: 22 januari 1959
- ?: Curt Goetz-Pflug: Die Lebensläufe des Herrn Schinowski – Regie: Curt Goetz-Pflug (SFB) – Eerste uitzending: 9 april 1959
- ?: Heinz Oskar Wuttig: Elfmeter – Regie: Curt Goetz-Pflug (SFB / HR / RB) – Eerste uitzending: 29 maart 1960
- 1961: Hans Scholz: Rund um Krolls Etablissement – Regie: Hermann Schindler (RIAS Berlin) – Eerste uitzending: 8 november 1961
- ?: Joseph Hayes: Die Stunden nach Mitternacht – Regie: Curt Goetz-Pflug (SFB) – Eerste uitzending: 21 januari 1962
- ?: Gerhart Hauptmann: Vor Sonnenuntergang (Theatermitschnitt) – Regie: Boleslaw Barlog (SFB) – Eerste uitzending: 16 februari 1962
- ?: Johannes Hendrich: Ein Mann war da – Regie: Curt Goetz-Pflug (SFB) – Eerste uitzending: 18 september 1962
- 1962: Eduard König: Kopf mit Flossen – Regie: Rolf von Goth (SFB / WDR) – Eerste uitzending: 1 januari 1963
- 1962: Eduard König: Der Kopf – Regie: Rolf von Goth (SFB / WDR) – Eerste uitzending: 8 januari 1963
- ?: Paul Willems: Phoebus oder die Aalbucht – Regie: Willi Schmidt (RIAS Berlin) – Eerste uitzending: 9 januari 1963
- 1962: Bruce Stewart: Das fahle Pferd – Regie: Rolf von Goth (SFB) – Eerste uitzending: 18 juni 1963
- 1963: Theodor Fontane: Schach von Wuthenow – Erzählung aus der Zeit des Regiment Gendarmes – Regie: Rolf von Goth (RB / SFB / HR) – Eerste uitzending: 20 september 1963
- 1963: Hans Ermann: Berlin und Scherl – Regie: Ulrich Gerhardt (RIAS Berlin) – Eerste uitzending: 4 december 1963
- ?: Freeman Wills Crofts: Der Bahnübergang – Regie: Curt Goetz-Pflug (SFB) – Eerste uitzending: 22 december 1963
- ?: Helmut Weiß, Fritz von Woedtke: Sophienlund – Regie: Erich Köhler (SFB) – Eerste uitzending: 19 mei 1964
- 1964: Carl Zuckmayer: Der Hauptmann von Köpenick – Theater-Ganzmitschnitt – Regie: Boleslaw Barlog (SFB / Schillertheater Berlin) – Eerste uitzending: 28 september 1964
- ?: Ernst Klein: Der Kampf – Regie: Curt Goetz-Pflug (SFB) – Eerste uitzending: 16 februari 1965
- ?: Peter Göbbels: Der Sandmann – ein Traumflug – Regie: Heinz von Cramer (SFB / NDR) – Eerste uitzending: 30 maart 1965
- 1965: Johannes Hendrich: Taubenherbert – Regie: Curt Goetz-Pflug (SFB / SDR) – Eerste uitzending: 20 april 1965
- 1965: Yasushi Inoue: Das Jagdgewehr – Regie: Gert Westphal (RIAS Berlin) – Eerste uitzending: 29 september 1965
- 1968: Florian Kienzl: Berlin wie es pfeift und klatscht – Unser Publikum im Theater – Regie: Jörg Jannings (RIAS Berlin) – Eerste uitzending: 16 september 1968
- 1968: Johannes Hendrich: Übergang – Regie: Rolf von Goth (SFB) – Eerste uitzending: 4 januari 1969
- 1970: Julius Tinzmann: Das Klavier (deel 1) – Regie: Otto Kurth (SFB) – Eerste uitzending: 20 maart 1971
- 1970: Julius Tinzmann: Das Klavier (deel 2) – Regie: Otto Kurth (SFB) – Eerste uitzending: 20 maart 1971
- 1970: Julius Tinzmann: Das Klavier (deel 3) – Regie: Otto Kurth (SFB) – Eerste uitzending: 3 april 1971
- 1971: Hanoch Levin: Die Beule auf der Stirn des Dichters – Regie: Otto Kurth (BR / SFB) – Eerste uitzending: 6 december 1971
- 1972: Karl Günther Hufnagel: Engelszungen – Regie: Günter Siebert (RB) – Eerste uitzending: 14 april 1972
- 1972: Paul Barz: Das Wolfsspiel – Regie: Rolf von Goth (SFB) – Eerste uitzending: 12 augustus 1972
- 1973: Gert Hofmann: John Jacob Astors letzte Fahrt – Regie: Manfred Marchfelder (RIAS Berlin / SDR) – Eerste uitzending: 26 maart 1973
- 1975: Heinrich von Kleist: Michael Kohlhaas – Regie: Rolf von Goth (SFB) – Eerste uitzending: 1 november 1975
- 1975: Hans Nerth: Mordgespinst – Regie: Hans Nerth (SFB) – Eerste uitzending: 30. November 1975
- ?: Wolfdietrich Schnurre: Lasset die Jungens zu mir kommen – Regie: Hans Bernd Müller (SFB) – Eerste uitzending: ca. januari 1976
- ca. 1976: Wolfdietrich Schnurre: Mordgespinst – Regie: Hans Bernd Müller (SFB) – Eerste uitzending: ca. januari 1976
- 1976: Wolfdietrich Schnurre: Ich brauche dich – Regie: Hans Bernd Müller (SFB / BR) – Eerste uitzending: 28 februari 1976
- 1976: Samuel Beckett: Warten auf Godot – Regie: Ulrich Gerhardt (RIAS Berlin) – Eerste uitzending: 30 augustus 1976
- 1985: Rolf Schneider: Shakespeares Rosenkriege (deel 1) – Regie: Rolf Schneider (SFB) – Eerste uitzending: 25 december 1985
- 1985: Rolf Schneider: Shakespeares Rosenkriege (deel 2) – Regie: Rolf Schneider (SFB) – Eerste uitzending: 26 december 1985